# Вратислав фон Пернщайн (1530 – 1582)
Вратислав фон Пернщайн (на немски: Wratislaw/Vratislav von Pernstein; на чешки: Vratislav „Nádherný“ z Pernštejna; * 9 юли 1530 в Месерич, Височински край; † 27 октомври 1582 в Линц) е благородник от род Пернщайн от Бохемия и Моравия, канцлер на кралство Бохемия (1567 – 1582), също член на тайния съвет..
Той е син на Ян „Богатия“/Йохан фон Пернщайн (1487 – 1548), хетман/хауптман на Моравия, граф на Глац, висш кралски камерхер на Бохемия, и втората му съпруга Хедвика/Хердвиг фон Шеленберг († 1535). Баща му се жени трети път 1544 г. за Магдолна Сзекели де Ормосд († 1556).
На 13 години баща му го изпраща в двора на Виена на император Фердинанд I, където е възпитаван заедно с три години по-големия, по-късен император Максимилиан II, с когото участва 1546/47 г. в Шмалкалденската война (1546 – 1547). Те пътуват заедно и се сприятеляват.
След смъртта на баща му той и полубратята му Ярослав (1528 – 1560) и Адалберт/Войтех (1532 – 1561) наследяват през 1548 г. неговите собствености, които първо заедно управляват. Вратислав и по-големият му брат Ярослав, остават на дворцова служба и стават католици. Управлението дават на един рицар. До 1552 г. собствеността не се дели, докато по-малкият брат Адалберт/Войтех не иска своя дял.
През 1554 г. Вратислав придружава наследника на трона Максимилиан II за сватдбата на испанския крал Филип II с Мария I Тюдор от Англия. На връщане той е приет 1555 г. в Антверпен като пръв бохемски благородник в Ордена на Златното руно.
Максимилиан II го прави 1566 г. най-горен канцлер на Бохемия. През 1572 г. той е изпратен заедно с Вилхелм фон Розенберг в Полша, където да се застъпят за кандидатурата на ерцхерцог Ернст Австрийски (1553 – 1595) за трона на Полша.
Родът Пернщайн живее най-вече в „палат Пернщайн“ в Прага, където той създава библиотека и сбирка на изкуството.
Вратислав фон Пернщайн се удавя на 52 години на 7 октомври 1582 г. при катастрофа на кораб в Дунав при Линц. Погребан е от вдовицата му Мария де Лара в катедралата Свети Вит в Прага на 14 октомври 1583 г.

## Фамилия
Вратислав фон Пернщайн се жени на 14 септември 1555 г. за Мария Максимилиана Манрик де Лара от Кастилия (* ок. 1538; † 16 февруари 1608), дворцова дама на императрица Мария Испанска, дъщеря на Гарция Манрике де Лара и Мендоза, губернатор на Парма († 1565) и Изабел де Брицено и Аревало († 1567). Те имат 20 деца, от които само седем порастват:
- Йохана (* 17 юни 1556; † 3 януари 1631, Мадрид), омъжена на 10 февруари 1584 г. в Зарагоза за херцог Фернандо де Арагон и де Бория, дук де Луна и Вилахермоса (* 20 април 1546; † 6 ноември 1592)
- Елизабет/Алжбета „Елишка“ Изабела (* 6 ноември 1557, Виена; † 21/31 август 1610), омъжена на 31 август 1578 г. в Прага за граф Албрехт I фон Фюрстенберг (* 25 март 1557; † 13 септември 1599)
- Хедвика (* 1 юни 1559; † сл. 1564, млада)
- Хиполита (* 1560; † пр. 1564)
- Йохан V фон Пернщайн (* 30 юли 1561; † 30 септември 1597 в Рааб в Унгария)), фрайхер, женен на 3 февруари 1587 г. във Виена за братовчедката си Мария Манрика де Лара и Мандоза (* пр. 1570, Виена; † пр. 20 юли 1636)
- Анна Мария (* 1562; † пр. 1564)
- Анна (* 1563; † сл. 1564)
- Франтишка (* ок. 1565; † 1630 – 35), омъжена ок. 1582 г. за граф Андреа Матео ди Аквавива ди Казерта
- Поликсена (* 1566; † 24 май 1642, Прага), омъжена I. на 11 януари 1587 г. в Прага за Вилхелм фон Розенберг (* 10 март 1535; † 31 август 1592), главен бургграф на Бохемия, II. на 23 ноември 1603 г. в Прага за княз Зденек Войтех фон Лобковиц (* 15 август 1568; † 24 май 1628), най-висш бохемски канцлер
- Вилем (* ок. 1567; † пр. 1572)
- Вацлав (* ок. 1569; † сл. 1572, млад)
- Елвира (* ок. 1571; † сл. 1628), монахиня
- Беатрикс (* ок. 1572; † млада)
- Вратислав (* ок. 1573; † млад)
- Войтех (* ок. 1574; † млад)
- Луиза (* пр. 1575; † млада)
- Максмилиан (* ок. януари 1575; † 2 септември 1593, погребан в базилика Санта Мария Маджоре, Рим), канон в Оломоуц (Олмюц)
- Елеонора (* ок. 1576; † млада)
- Бибиана Маргарета Барбора Катарина Евсебия (* ок. 1578/84; † 7/12/17 февруари 1616, погребана в Мадерно близо до Сало), омъжена на 1 февруари 1598 г. за принц Франческо Джовани Гонзага ди Кастиглионе (* 17 април 1577; † 23 октомври 1616), брат на Светията Алоизий Гонзага
- Франтишек (* сл. 1579; † млад)